# Pray (Francia)
Pray es una población y comuna francesa, en la región de Centro, departamento de Loir y Cher, en el distrito de Vendôme y cantón de Selommes.

## Demografía
| 299 | 219 | 215 | 218 | 244 | 262 |
| Para los censos de 1962 a 1999 la población legal corresponde a la población sin duplicidades (Fuente: INSEE [Consultar]) |     |     |     |     |     |